# Astronomisches Observatorium Molėtai
Das Astronomische Observatorium Moletai gehört zum Institut für theoretische Physik und Astronomie der Universität Vilnius. Seit seiner Gründung im Jahre 1969 hat sich das Observatorium zu einer der wichtigsten astronomischen Forschungseinrichtungen im Baltikum entwickelt.

## Geschichte
Eine Gruppe von Astronomen um den litauischen Physiker Jonas Kubilius machte sich Anfang der 1960er Jahre für die Einrichtung einer neuen Sternwarte stark, die 62 km nordöstlich von Vilnius gelegenen Kleinstadt Moletai wurde aufgrund des recht dunklen Himmels, Moletai liegt am Südost Ende des Nationalpark Aukštaitija, und seiner guten Beobachtungsbedingungen ausgewählt.
1967 wurde mit dem Bau begonnen und zwei Jahre später ein 25 cm Teleskop aufgestellt, 1973 erfolgte die Installation eines 63 cm Teleskops, dieses Teleskop verfügt über denselben Spiegel wie das Teleskop des Observatorium Kaunas, da man für die photometrische Beobachtung von schwachen Sternen größere Teleskope benötigt wurde in der Beobachtungsstation auf dem usbekischen Berg Maidanak ein 1 m Ritchie-Cassegrain Teleskop der Firma Carl Zeiss errichtet, gleichzeitig begann man mit der Konstruktion eines 1,5 m Teleskops das mit Unterstützung des Observatoriums der Universität St.Petersburg gefertigt und 1990 installiert werden konnte. Der zunächst verwendete Steuerungscomputer DVK-2 aus sowjetischer Fertigung wurde im Laufe der Zeit durch ein IBM-Rechner ersetzt.
Seit seinem Bestehen war das Observatorium Moletai an vielen Projekten beteiligt. Schwerpunkte der Forschung liegen vor allem in den Bereichen der Veränderlichen Sterne, der Sternentstehung und der chemischen Zusammensetzung der Sterne, das Observatorium spielte aber auch eine Schlüsselrolle bei der Entwicklung der Hochauflösenden Echelle-Spektrographen (HIRES) und des astrometrischen Mehrkanalphotometers (MAP). Inzwischen ist das Observatorium eine international renommierte Forschungseinrichtung.

## Forschungsprojekte
Das Astronomische Observatorium Moletai ist an mehreren internationalen Forschungsprogrammen beteiligt
- Hipparcos ist ein Projekt der europäischen Raumfahrtagentur ESA bei dem die Positionen, Entfernungen und Bewegungen von Sternen in unserer Milchstraße gemessen werden, die Daten des Hipparcos-Projekts helfen das für Verständnis unserer Heimatgalaxis zu verbessern

- Trans-Atlantic Exoplanet Survey (TrES) die Sternwarte ist Teil des multinationalen TrES-Projekts, bei dem versucht wird Planeten die andere Sterne umkreisen durch die Transit-Methode zu entdecken, die Zusammenarbeit von Forschern aus Litauen, den USA und Ungarn führte unter anderem zu der Entdeckung des Exoplaneten TrES-1b.
- Sloan Digital Sky Survey (SDSS): Diese großangelegte Himmelsdurchmusterung hat das Ziel die Verteilung von Galaxien und Quasaren im Universum auf einer Karte festzuhalten. Die Daten, die bisher von der Sternwarte Moletai zu diesem Projekt beigetragen wurden, haben zu vielen wichtigen Entdeckungen geführt[3]

## Instrumentierung
- Moletai-Teleskop: Es ist das größte Instrument des Observatoriums dieses 1,65 Meter Ritchey-Chretien-Reflektor-Teleskop wird für Photometrie, Spektroskopie und Astrometrie verwendet.
- VU-TAO 60 Teleskop: Mit diesem 60 cm-Cassegrain-Reflektorteleskop wird in erster Linie nach Exoplaneten und Veränderliche Sterne gesucht.
- 35/51 cm Maksutov-Teleskop ACT-452
- Der hochauflösende Vilnius University Echelle Spectrograph (VUES) wurde 2015 im Yale Exoplanet Laboratory gefertigt, der Spektrograph ist nach dem White-Pupil Design aufgebaut und verfügt über einen Bandpass für eine Wellenlänge von 400 bis 880 nm.[4] Der VUES ist nach einem neuartigen optomechanischem Design gefertigt, dieses Design ermöglicht eine schnelle Ausrichtung und Zusammenbau auf kommerziellen optischen Tischen, dadurch ist dieses Instrument vielseitig einsetzbar und wird für ein breites Spektrum an astronomischen Forschungen eingesetzt. Dazu zählen Arbeiten zur Untersuchung von Sternatmosphären, Verteilung und Häufigkeit von Chemischen Elementen, aber auch die Identifizierung von Exoplaneten durch den Nachweis ihrer Spektralsignaturen gehört zu den Aufgabenstellungen. So wurden beispielsweise während des Spectroscopic and Photometric Survey of the Northern Sky (SPFOT) Projekts die Häufigkeit von Lithium, Kohlenstoff und Sauerstoff von 249 Zwergsternen der Spektralklassen F, G und K untersucht.[5]
- CCD UPXYZVS Photometer. Dieses Photometer beruht auf dem Vilnius Photometric System, dieses System wurde Anfang der 1960er-Jahre von den litauischen Astronomen Kazimieras Černis und Vytautas Straižys und ihren Mitarbeitern entwickelt. Diese Anordnung ist für die Klassifizierung von Sternen die von bodengebundenen Observatorien aus beobachtet werden, optimiert. Um die Vermessung schwacher Sterne sicherzustellen, wurde es als Mittelband-System mit sieben Farben ausgelegt.
- Als Kamera kommt eine E2V CCD47-10 von Teledyne Imaging zum Einsatz.[6]